# Lindneromyia ghesquierei
Lindneromyia ghesquierei är en tvåvingeart som först beskrevs av Collart 1950.  Lindneromyia ghesquierei ingår i släktet Lindneromyia och familjen svampflugor.
Artens utbredningsområde är Kongo. Inga underarter finns listade i Catalogue of Life.